# Pieter Cornelis Stoop
Pieter Cornelis Stoop, heer van Goudswaard, (Strijen, 16 april 1838 - Bleiswijk, 15 december 1892), was een Nederlands burgemeester.

## Leven en werk
Pieter Cornelis Stoop, zoon van notaris en burgemeester van Strijen Jacob Mattheus Stoop (1800-1874) en Tielemina Maria Boogaard (1815-1876), was een telg uit het Dordtse regentengeslacht Stoop. In 1866 huwde hij met Hendrika Johanna de Graaff (1840-1892).
Stoop begon zijn loopbaan als burgemeester met de benoeming in mei 1866 tot burgemeester van Benthuizen. Hij was er ook gemeentesecretaris. In 1869 werd hij burgemeester van Bleiswijk en van Moerkapelle. In augustus 1874 werd hij ook burgemeester van Zevenhuizen. Hij vervulde tot zijn overlijden in december 1892 het burgemeesterschap van deze drie gemeenten. Pieter Cornelis Stoop behoorde tot de Liberale Unie.